# Cristiano Lupatelli
Cristiano Lupatelli (Perugia, 21 juni 1978) is een Italiaanse voormalig doelman in het betaald voetbal.

## Erelijst
| Kampioen Serie A | 1x | 2000/01 |